# Aberdeen (Washington)
Aberdeen é uma cidade no Condado de Grays Harbor, em Washington, nos Estados Unidos. Foi fundada por Samuel Benn em 1884. Foi incorporada em 12 de maio de 1890. É o centro econômico do Condado de Grays Harbor, na fronteira com as cidades de Hoquiam e Cosmopolis. Aberdeen é chamada de "Porta de Entrada para a Península Olímpica", mas é mais famosa como sendo a cidade natal de Kurt Cobain, líder dos Nirvana, bem como do lutador profissional Bryan Danielson, mais conhecido como Daniel Bryan.

## Etimologia
O topônimo Aberdeen se baseia no nome de uma fábrica local de salmão enlatado. O nome da fábrica, por sua vez, é uma referência à cidade de Aberdeen, na Escócia, que é um importante porto pesqueiro e que, como sua homônima do estado de Washington, se localiza na boca de dois rios (no caso da Aberdeen escocesa, o Don e o Dee e, no caso da Aberdeen de Washington, o Chehalis e o Wishkah).

## Demografia
Segundo o censo norte-americano de 2000, a sua população era de 16 461 habitantes. Em 2006, lhe foi estimada uma população de 16 389, um decréscimo de 72 (-0,4%). A população era de 16 896 no censo de 2010.

## Geografia
De acordo com o United States Census Bureau, tem uma área de 31,5 quilômetros quadrados, dos quais 27,5 km² cobertos por terra e 4,0 km² cobertos por água. Aberdeen localiza-se a aproximadamente 85 metros acima do nível do mar.

## Localidades na vizinhança
O diagrama seguinte representa as localidades num raio de 12 km ao redor de Aberdeen.

## Personalidades
- Douglas Dean Osheroff (1945), Prémio Nobel de Física de 1996
- Kurt Cobain (1967), músico, vocalista do Nirvana